# 티에스이 (기업)
티에스이(TSE)는 대한민국의 반도체 및 디스플레이 검사 장비 기업이다. 본사는 충남 천안시 서북구 직산읍 군수1길 189에 위치해 있다.

## 주요 제품
- 반도체 인터페이스 장비
- OLED 검사 장비
- 테스트 소켓
- 프로브 카드[3]
- 테스트 인터페이스 보드

## 참고 문헌
1. ↑  박성순, 한국IR협의회기업리서치센터 기술분석보고서-티에스이, 2023.02.22
2. ↑  박성섭, 한국학중앙연구원 - 디지털천안문화대전, 티에스이
3. ↑  노태민, 티에스이, HBM 엔지니어링용 프로브카드 국내외 메모리 기업에 공급, 디일렉, 2024.08.28